# 4684 Bendjoya
4684 Bendjoya eller 1978 GJ är en asteroid i huvudbältet som upptäcktes den 10 april 1978 av den belgiske astronomen Henri Debehogne vid La Silla-observatoriet. Den är uppkallad efter Philippe Bendjoya.
Asteroiden har en diameter på ungefär 5 kilometer, och har en omloppstid på 3.71 år